# Zlata mladina
Zlata mladina je drama Igorja Torkarja, ki jo je napisal leta 1970.

## Osebe
- Milan, mlad kipar
- Tupi, študent ekonomije, kitarist, dolgolasec
- Rinka, mlada slikarka, grafičarka
- Mila, mlada umetnostna zgodovinarka
- Aja, lepa modelka in večna študentka glasbene akademije
- Lama, mlad slikar
- Čik, študent filozofije
- Pika, študentka slikarstva
- Lada, lepa mlada žena
- Karlo, še dobro ohranjen upokojen profesor glasbe
- Jernej, zapisnikar na kriminalnem oddelku notranje uprave, Milanov oče
- Frenk, zasliševalec na istem oddelku
- Mrhar, stražar v prostorih preiskovalnega pripora.

## Vsebina

### 1. dejanje
Milan čaka svoje dekle, da se vrne s plezalne ture; zelo je zaljubljen, čez mesec dni se nameravata poročiti. Toda Majde ni in je ne bo, prijatelji Milanu povejo, da se je ubila v steni, Čik celo namigne, da najbrž ni bila nesreča … Milanovo okolje že brez te tragedije ni svetlo: prijateljska druščina je dezorientirana, vdaja se nihilizmu, protestništvu, pijači, seksu; mati je mrtva, oče zapit pravnik, bežeč v alkohol pred krivdo, ki si jo je bil nakopal kot pomočnik javnega tožilca v montiranih političnih procesih. Le Rinka, ki Milana ljubi, ga hoče spraviti iz pobitosti, priskrbi mu naročilo za Ladin portret. Milan delo prevzame, a zmeraj več pije in tuhta, posebej o Čikovem namigu. Ko Čika le ujame, mu ta pove, da je Majda živela dvojno življenje: svetlo z Milanom, z drugimi problematično, iščoče, obupano, bila je tudi članica njihovega kluba samomorilcev. Milan ne more verjeti, hoče po Majdinih sledovih, da bi razumel, in zaprosi Čika za sprejem v klub.

### 2. dejanje
Lada pride po končan portret, okajeni Milan, ki ga njena lepota vznemirja, se ji skuša grobo približati. Lada ga zavrne in žalostna odide, o Milanu je bila gojila romantične predstave. Milan se vključi v krokado prijateljev, ki jo organizira cinični Tupi; vse, kar je za zabavo potrebno, mora biti nakradeno. – Pride sosed Karlo, se jezi zardi hrupa, a se hitro zaplete v debato z mladimi; očia jim, da so zlata mladina brez ciljev in morale, da je njihova drža poza , upor pa komformističen, v njem so vera, upanje, morala odveč. Zabava se razvija, na vrsto pride tudi ruska ruleta, s katero naj bi izžrebali tistega, ki naj bi Mili vzel nedolžnost; Lama je pri tem ranjen in kri precej preplaši podivjano druščino. Medtem se Rinka razjezi na Milana, ki se pusti zapeljevati Aji, in mu zabrusi, da je slepec, saj ni opazil odnosov med Majdo in Tupijem. Ko zmanjka pijače, se druščina s Karlom vred odpravi v motel, ostanejo le »klubaši«: Piko je prevzel tak obup nad samo seboj, ker se je bila zbala krvi, da prosi za žrebanje. Pri obredu Milan izvleče listek s črnim klicajem; v dveh dneh naj bi, po svobodno odločitvi, povečal brigado mrtvih … V napetem, skoraj histeričnem vzdušju se odpravijo za drugimi v motel.

### 3. dejanje
Zaradi suma avtomobilske nesreče, v kateri je umrla neka ženska, se Tupi in Milan znajdeta v priporu. Milan je mračen, zmeraj bolj ga obseda želja po smrti, še zlasti po tem, ko od Tupija izvije priznanje, da je spal z Majdo. Tupi je ciničen, odločno odklanja vest, krivdo, tudi za svoj alibi ob nesreči je spretno poskrbel, preden so ga priprli; zanaša se tudi na svoje vplivne starše. Milanu se življenje s takšno perspektivo do kraja zagnusi, navda ga občutek praznine, da začne pobesnelo butati ob zid. Z druge strani s trkanjem odgovori Lada – priprta je, ker ni več prenesla moževih poniževanj in je streljala nanj. Med njima se razvije poetični pogovor, ne da bi Lada izdala svojo identiteto. Milan se pomiri in dožene stvar do konca: ker ni na svetu nikogar in ničesar, kar bi lahko še imel rad, se zjutraj na stranišču obesi. Ko Lada potrka na steno, ji hoče Tupi povedati, da je »njen princ« mrtev. Toda dobri Karlo, ki je tudi priprt zaradi preglasnega govorjenja čez oblast, mu to prepreči, sam prevzame Milanovo vlogo in skuša Ladi vliti čim več upanja. Stražar prinese vest, da je preiskava zoper Tupija ustavljena in da gre lahko domov. V Tupiju pa je Milanovo dejanje vzbudilo vest in občutek sramu: prizna, da je z avtom zbil žensko on in da so dokazi njegove »nedolžnosti« zlagani. Stražar odpelje oba k šefu pripora, Lada pa zaman trka po steni prazne celice in kliče Milana.